# Finale de la Coupe des clubs champions européens 1967-1968
La finale de la Coupe des clubs champions européens 1967-1968 est la 13e finale de la Coupe des clubs champions européens organisée par l'UEFA. Elle voit Manchester United remporter sa première Coupe d'Europe face au Benfica.
Cette finale se joue pratiquement 10 ans après la catastrophe aérienne de Munich qui avait décimé l'équipe de Manchester. Trois survivants participent à la rencontre, l'entraîneur Matt Busby, et deux joueurs devenus les emblèmes de l'équipe mancunienne Bill Foulkes et Bobby Charlton.
En inscrivant le 3ème but le jour de son anniversaire, Brian Kidd devient à 19 ans le plus jeune joueur à avoir marqué en finale de ligue des champions. Il ne sera détrôné qu'en 1995 par Patrick Kluivert.

## Parcours des finalistes
Note : dans les résultats ci-dessous, le score du finaliste est toujours donné en premier (D : domicile ; E : extérieur).
| Benfica Lisbonne | Benfica Lisbonne | Benfica Lisbonne | Benfica Lisbonne |                     | Manchester United | Manchester United | Manchester United | Manchester United | Manchester United |
| ---------------- | ---------------- | ---------------- | ---------------- | ------------------- | ----------------- | ----------------- | ----------------- | ----------------- | ----------------- |
| Adversaire       | Total            | Aller            | Retour           | Tour                | Adversaire        | Total             | Aller             | Retour            |                   |
| Glentoran FC     | 1E - 1           | 1 - 1 (E)        | 0 - 0 (D)        | Seizièmes de finale | Hibernians FC     | 4 - 0             | 4 - 0 (D)         | 0 - 0 (E)         |                   |
| AS Saint-Étienne | 2 - 1            | 2 - 0 (D)        | 0 - 1 (E)        | Huitièmes de finale | FK Sarajevo       | 2 - 1             | 0 - 0 (E)         | 2 - 1 (D)         |                   |
| Vasas SC         | 3 - 0            | 0 - 0 (E)        | 3 - 0 (D)        | Quarts de finale    | Górnik Zabrze     | 2 - 1             | 2 - 0 (D)         | 0 - 1 (E)         |                   |
| Juventus FC      | 3 - 0            | 2 - 0 (D)        | 1 - 0 (E)        | Demi-finales        | Real Madrid       | 4 - 3             | 1 - 0 (D)         | 3 - 3 (E)         |                   |

## Résumé de la rencontre

### Première mi-temps
On assiste à une première mi-temps disputée, bien que globalement dominée par des mancuniens supportés par un Stade de Wembley complètement acquis à leur cause. Pourtant, c'est le club portugais qui s'offre la première occasion réellement dangereuse, puisqu'à la dixième minute l'attaquant star du Benfica Eusébio dribble deux milieux de terrain avant de frapper à la limite de la surface de réparation, le gardien Alex Stepney est battu mais la balle s'écrase sur la barre transversale avant d'être dégagée par un défenseur. Après un début de match tranquille, la situation se durcit, chaque tacle d'un joueur portugais donnant suite à une embrouille entre les joueurs, les deux capitaines, Bobby Charlton  et Mário Coluna, s'efforcent de calmer la situation et la première période se conclut sur un score vierge.

### Seconde mi-temps
La seconde mi-temps démarre sur les chapeaux de roues pour Manchester United : à la cinquante-troisième minute, Sadler au coin de la surface de réparation centre pour Charlton qui reprend le ballon de la tête au point de penalty et l'envoie dans le petit filet. Menés au score, les joueurs de Benfica ne quittent plus la moitié de terrain adverse, jusqu'à trouver la faille à la soixante-dix-neuvième minute : José Augusto centre au point de penalty pour Torres qui passe à Jaime Graça, ce dernier la reprend directement, Stepney n'y peut rien, la frappe est trop puissante et le ballon atterrit au fond des filets. Le public a beau scander "United, United!", le club anglais n'arrivera pas à reprendre l'avantage avant la fin du temps réglementaire. Pour la deuxième fois, une finale de la Coupe d'Europe des Clubs Champions va en prolongation.

### Prolongations
La défense portugaise épuisée revient sur le terrain avec beaucoup d'appréhension et craque trois fois en l'espace de sept minutes : à la quatre-vingt-douzième minute Stepney dégage le ballon jusqu'à la surface de réparation adverse où, après une grossière erreur de marquage de la défense portugaise, Best se retrouve seul face au gardien Henrique, qui rate sa sortie, et donne l'avantage à Manchester. À la quatre-vingt-quatorzième, sur corner, Kidd reprend le ballon de la tête, Enrique repousse le tir mais Kidd le reprend encore une fois de la tête et marque. À la quatre-vingt-dix-neuvième minute Kidd décale Bobby Charlton encore une fois abandonné par la défense portugaise, celui-ci reprend le ballon immédiatement et enterre les rêves portugais. Malgré quelques bonne occasions, les Portugais n'arriveront pas à faire trembler les filets de Wembley. La finale se termine sur une bonne note de fair-play : Eusébio, vaincu, aide son adversaire Kidd complètement épuisé à se relever et tout le Stade de Wembley applaudit ce geste.

### Remise du trophée
Bien que ce soit la troisième finale consécutive de Coupe d'Europe des Clubs Champions perdue par le Benfica (après 1963 face à l'AC Milan et 1965 face à l'Inter Milan), les joueurs portugais reçoivent leur médaille avec le sourire. Eusébio finit meilleur buteur de la compétition avec six réalisations. Bobby Charlton, le capitaine de Manchester United et champion du monde avec l'Angleterre deux ans plus tôt, a l'honneur de soulever la coupe. C'est la deuxième fois d'affilée qu'un club britannique remporte la coupe des champions, après les Écossais du Celtic Glasgow année précédente.

## Feuille de match
| ·             |                    |  |
| Titulaires :  |                    |  |
|               |                    |  |
| 1             | José Henrique      |  |
| 2             | Adolfo Calisto     |  |
| 3             | Humberto Fernandes |  |
| 4             | Jacinto Santos     |  |
| 5             | Fernando Cruz      |  |
| 6             | Jaime Graça        |  |
| 7             | Mário Coluna       |  |
| 8             | José Augusto       |  |
| 9             | José Torres        |  |
| 10            | Eusébio            |  |
| 11            | António Simões     |  |
|               |                    |  |
| Remplaçants : |                    |  |
| 12            | Alfredo Nascimento |  |
|               |                    |  |
| Entraîneur :  |                    |  |
| Otto Glória   |                    |  |

| ·             |                |  |
| Titulaires :  |                |  |
|               |                |  |
| 1             | Alex Stepney   |  |
| 2             | Shay Brennan   |  |
| 5             | Bill Foulkes   |  |
| 10            | David Sadler   |  |
| 3             | Tony Dunne     |  |
| 4             | Pat Crerand    |  |
| 9             | Bobby Charlton |  |
| 6             | Nobby Stiles   |  |
| 7             | George Best    |  |
| 8             | Brian Kidd     |  |
| 11            | John Aston     |  |
|               |                |  |
| Remplaçants : |                |  |
| 12            | Jimmy Rimmer   |  |
|               |                |  |
| Entraîneur :  |                |  |
| Matt Busby    |                |  |

| ·             |                    |  |
| Titulaires :  |                    |  |
|               |                    |  |
| 1             | José Henrique      |  |
| 2             | Adolfo Calisto     |  |
| 3             | Humberto Fernandes |  |
| 4             | Jacinto Santos     |  |
| 5             | Fernando Cruz      |  |
| 6             | Jaime Graça        |  |
| 7             | Mário Coluna       |  |
| 8             | José Augusto       |  |
| 9             | José Torres        |  |
| 10            | Eusébio            |  |
| 11            | António Simões     |  |
|               |                    |  |
| Remplaçants : |                    |  |
| 12            | Alfredo Nascimento |  |
|               |                    |  |
| Entraîneur :  |                    |  |
| Otto Glória   |                    |  |

| ·             |                |  |
| Titulaires :  |                |  |
|               |                |  |
| 1             | Alex Stepney   |  |
| 2             | Shay Brennan   |  |
| 5             | Bill Foulkes   |  |
| 10            | David Sadler   |  |
| 3             | Tony Dunne     |  |
| 4             | Pat Crerand    |  |
| 9             | Bobby Charlton |  |
| 6             | Nobby Stiles   |  |
| 7             | George Best    |  |
| 8             | Brian Kidd     |  |
| 11            | John Aston     |  |
|               |                |  |
| Remplaçants : |                |  |
| 12            | Jimmy Rimmer   |  |
|               |                |  |
| Entraîneur :  |                |  |
| Matt Busby    |                |  |